# 豊田想
豊田 想（とよだ そう、1979年4月2日 - ）は、日本のスポールブール選手。所属は公益社団法人日本ペタンク・ブール連盟。日本スポールブール連盟会長、日本代表監督兼選手。
2003年から2023年現在まで、世界選手権で10大会連続で日本代表となっている。
2013年バイアブランカ世界選手権では、日本新記録で本場ヨーロッパで活躍するプロのメダリスト選手を破るなどの活躍をみせ、世界第10位となった。
　
2017年カサブランカ世界選手権では監督兼選手として出場し予選で本場フランスと同グループとなるが、メダリストに2連勝し予選１位で通過。世界第9位となる。
2019年アジア・オセアニア選手権ではメダリスト選手を破り優勝、同年実施のメルスィン世界選手権では日本史上初のベスト8となる第6位となった。
日本選手権優勝33回。4種目の日本記録保持者。

## 人物
埼玉県大宮市（現さいたま市）出身、茨城県下館市（現筑西市）の中学校を卒業後、栃木県立小山高等学校に入学、法政大学卒業。
21歳の時、“あなたがオリンピック選手になれる方法とは”という内容のテレビを見たのがきっかけでスポールブールを始める。
2005年、アフリカのウガンダでスポールブール講習会を開催。
2008年、台湾にて中国代表と共にスポールブールのデモストレーションを行う。
2009年6月、オーストラリア全州大会にてU23チームのコーチを務める。
2009年7月、ワールドゲームズ2009高雄にてスポールブール運営アシスタントを務める。
2009年8月、本場イタリアのクラブチームにスポーツ留学。
2013年2月、NHKで放映された「世界王者誕生プロジェクト セカイオー!」にて、野菜カーリング世界選手権準優勝。
2015年、2017年度さいたま市優秀選手賞受賞。
2019年、アジア・オセアニア選手権優勝。世界選手権第6位。
2023年現在  スポールブール4種目日本記録を保持。日本選手権優勝33回

## 日本代表歴
- 2003年9月　　世界選手権フランス大会（ニース） 第14位＜プログレッシブ＞
- 2005年9月　　世界選手権イタリア大会（トリノ）   第9位＜プログレッシブ＞
- 2007年5月　　国際交流試合（メルボルン） 対オーストラリア
- 2007年9月　　世界選手権ボスニア・ヘルツェゴビナ（グルーデ）第16位＜プログレッシブ＞
- 2009年5月　　国際交流試合（メルボルン） 対オーストラリア
- 2009年9月　　世界選手権フランス大会（マコン）　第20位＜プログレッシブ＞
- 2010年5月　　国際交流試合（西安） 対中国
- 2011年9月　　世界選手権イタリア大会（フェルトレ） 第17位＜プログレッシブ＞
- 2012年12月　 野菜カーリング世界選手権（ニューヨーク） 準優勝
- 2013年11月　 世界選手権アルゼンチン大会（バイアブランカ）　第10位＜プログレッシブ＞
- 2015年9月　　世界選手権クロアチア大会（リエカ）　ベスト16＜コンビネ＞
- 2017年9月　　世界選手権モロッコ大会（カサブランカ）　第9位＜コンビネ＞　第14位＜プログレッシブ＞
- 2019年5月　　アジア・オセアニア選手権（メルボルン）　優勝＜コンビネ＞　準優勝＜プレシジョン、ダブルス＞
- 2019年11月　 世界選手権トルコ大会（メルスィン）　６位＜プレシジョン＞
- 2021年11月　 世界選手権トルコ大会（メルスィン）　 9位＜コンビネ＞

## メディア
- Youtube出演
  - 2021年3月　ジャルジャルアイランド
- テレビ出演
  - 2013年2月　NHK 世界王者誕生プロジェクト セカイオー!
  - 2014年6月　NHK ひるまえ　ほっと
  - 2015年6月　TBS白熱ライブビビット
  - 2015年9月　テレビ東京ここ掘れ！オネエ目線
  - 2015年9月　テレビ埼玉
  - 2018年9月　NHKグッとスポーツ
  - 2019年8月　目覚ましテレビ
  - 2019年10月 エージェントWEST! 朝日放送テレビ
  - 2021年8月　TBS情報7days
  - 2022年8月　テレビ静岡様のただいま！テレビ「ズミ鼓判～日本代表の極意を体感してほしい！～」
- ラジオ出演
  - 2014年7月　NHK
  - 2014年7月　調布FM
  - 2014年9月　TOKYOFM
  - 2014年11月  TBS中野浩一のフリートーク
  - 2015年1月　J−WAVE
  - 2015年9月　J-WAVE
- 新聞掲載
  - 2014年1月　東京新聞
  - 2014年10月 読売新聞
  - 2015年9月　読売新聞
  - 2016年　　  岐阜新聞・山口新聞・上毛新聞・中国新聞等
  - 2017年8月　読売新聞
  - 2017年9月　東京新聞 - ウェイバックマシン（2018年7月7日アーカイブ分）
  - 2022年6月　静岡新聞
  - 2023年3月　静岡新聞
- WEB掲載
  - 2009年6月　GO豪メルボルン
  - 2014年6月　Yahooスポーツナビ
  - 2018年7月　SOYOUマガジン
  - 2019年4月　日刊ゲンダイ
  - 2021年3月　Yahooニュース
  - 2021年4月　ドラゴン桜2
  - 2021年10月　Grows